# Hiromitsu Takano
Hiromitsu Takano –en japonés, 高野 裕光, Takano Hiromitsu– (25 de agosto de 1959) es un deportista japonés que compitió en judo. Ganó una medalla de oro en el Campeonato Asiático de Judo de 1984 en la categoría de –78 kg.

## Palmarés internacional
| Campeonato Asiático | Campeonato Asiático | Campeonato Asiático | Campeonato Asiático |
| Año                 | Lugar               | Medalla             | Categoría           |
| ------------------- | ------------------- | ------------------- | ------------------- |
| 1984                | Kuwait (Kuwait)     | Medalla de oro      | –78 kg              |